# Slaget vid Cap-Français
Slaget vid Cap-Français ägde rum mellan 20 och 22 juni 1793.  Det var en serie händelser som ledde till väpnade konflikter mellan en rad olika politiska grupperingar i och omkring staden.  
Ursprungligen en konflikt mellan det republikanska Frankrikes utsända kommissionärer, som stöttades av fria färgade och upproriska slavar, och kolonins elit av vita rojalistiska slavägare, som åstadkom en vit resning mot kommissionärerna i staden, ledde det till en militär konflikt mellan färgade och vita inom staden, för att slutligen leda till ett anfall av svarta slavar från stadens omgivning.  
Det ledde till förstörelsen av staden Cap-Français, som blev plundrad och nästan helt nedbränd under och efter slagets gång. 